# 25427 Kratchmarov
25427 Kratchmarov (tên chỉ định: 1999 VP170) là một tiểu hành tinh vành đai chính. Nó được phát hiện bởi dự án Nghiên cứu tiểu hành tinh gần Trái Đất Lincoln ở Socorro, New Mexico, ngày 14 tháng 11 năm 1999. Nó được đặt theo tên Radomir Kratchmarov, a finalist ở Cuộc thi tìm kiếm Tài năng Khoa học trẻ Intel năm 2009.